# Antifer
Antifer — вимерлий рід великих травоїдних оленів родини Cervidae, ендемічний для Південної Америки під час плейстоцену, що жив від 2,6 млн до 13 000 років тому. Оленові вперше потрапили на колишній ізольований континент Південної Америки в пліоцені як частина Великого американського біотичного обміну. На Antifer могли полювати страшні вовки, лисоподібні теріодиктіси, шаблезубі коти, короткоморді ведмеді та різні інші хижаки, включаючи людей.

## Розповсюдження викопних решток
Викопні рештки приурочені до південної Бразилії, формації Сопас в Уругваї, центральної частини Чилі та Аргентини.